# Barnstokkr

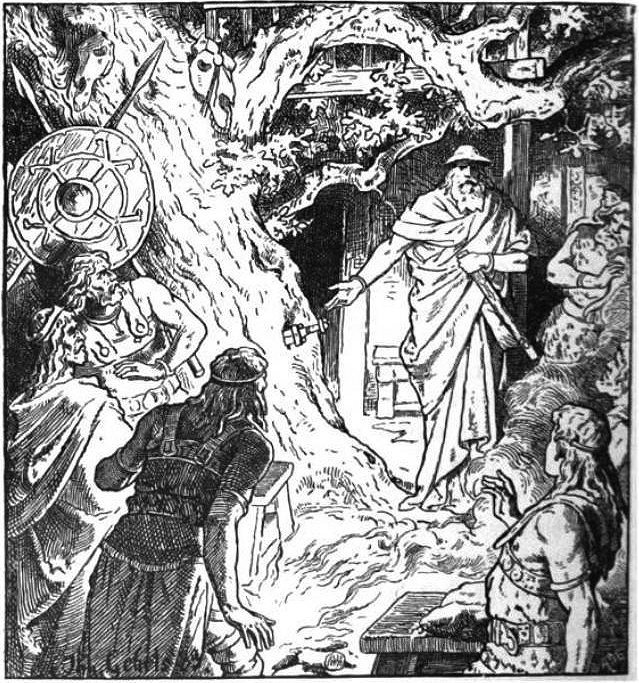
Sigmunds Schwert (1889) de Johannes Gehrts représentant Barnstokkr.

Barnstokkr est, dans la mythologie nordique, un arbre qui se dresse au centre du hall du roi Völsung. Barnstokkr est mentionné aux chapitres 2 et 3 de la Völsunga saga, écrits du XIIIe siècle mais issus d'une tradition plus ancienne. Ces écrits sont en partie basés sur des évènements ayant eu lieu aux Ve et VIe siècles. C'est à cette époque, pendant un banquet, qu'un étranger borgne apparaît et enfonce dans l'arbre une épée, que seul Sigmund sera capable capable de retirer. 

## Völsunga saga

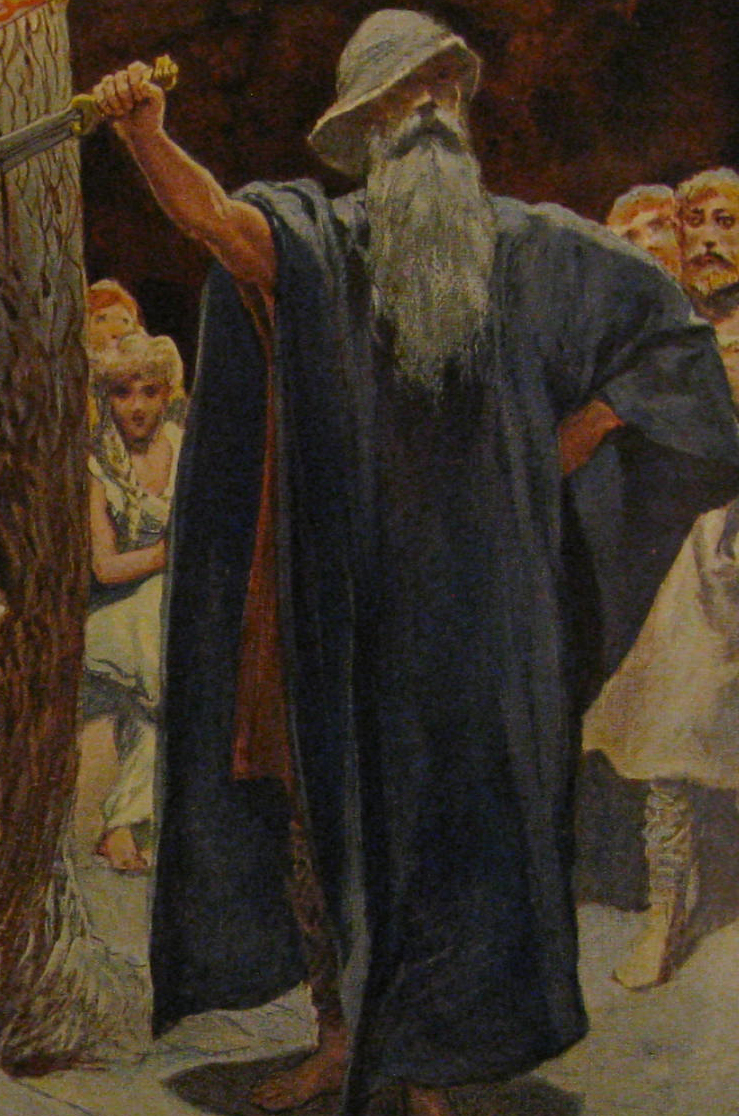
Odin dans la Halle Wolsungs par Emil Doepler,1905.Odin place une épée dans l'arbre Barnstokkr après être entré dans la salle des Völsungs.

Barnstokkr est présenté au chapitre 2 de la Völsunga saga dans lequel le roi Völsung est décrit comme ayant « eu un admirable palace construit de cette manière : un arbre énorme se dressait, avec son tronc situé dans le hall et ses branches, avec des fleurs claires (blondes, belles ?), étendues à travers le toit. Ils appelaient cet arbre Barnstokk[r] ».
Au chapitre 3, le roi Völsung tient un festin dans son hall pour le mariage de sa fille Signy et du roi Siggeir. Sur toute la longueur du hall, de grands feux étaient allumés dans de longues cheminées, pendant que se dressait, au milieu de ce hall, le grand Barnstokkr. Ce soir là, alors que ceux qui assistaient au festin se tenaient assis au devant des cheminées, un borgne, homme très grand qui semblait âgé et que personne ne connaissait, leur rendait visite. L'étranger portait une cape à capuche tachetée, des hauts-de-chausses en lin déchirés et n'était pas chaussé. Épée à la main, l'homme marcha en direction de Barnstokkr, brandit l'épée et la plonge dans le tronc de l'arbre. Le lame s'enfonce alors jusqu'à la poignée. La foule fut déçu par les mots de bienvenue (?).
Le grand étranger annonça que celui qui retirerait l'épée du tronc la recevrait en cadeau, et ne porterait jamais une aussi bonne épée. Le vieil homme quitta le hall, et personne ne su qui il était, ni d'où il venait. Les hommes essayèrent alors de retirer l'épée du tronc de Barnstokkr, jusqu'à ce que vint le tour de Sigmund, fils du roi Völsung. Comme si l'épée avait lâché prise pour lui, il réussit à la retirer du tronc. La saga continue ensuite.

## Théories
Jesse Byock (1990) déclare que le nom Barnstokkr n'est vraisemblablement pas le nom d'origine de cet arbre, mais probablement plutôt bran(d)stokkr. La première partie du nom ayant peut-être été brandr, mot parfois synonyme de « cheminée », indiquant ainsi un lien potentiel avec les feux allumés dans le hall. Byock note que l'arbre est appelé un eik (vieux norrois pour « chêne »), ce qui n'est pas une dénomination très claire puisque les Islandais employait souvent le mot eik pour désigner un « arbre ». Pour désigner cet arbre, le mot apaldr est aussi utilisé, ce qui est aussi un terme général pour mentionner un « arbre ». Byock émet l'hypothèse que la référence plus récente à un pommier puisse impliquer une signification symbolique encore plus profonde, qu'il soit fait référence au pommier de la déesse Idunn et que le Barnstokkr soit d'autre part identifié à l'Arbre Monde Yggdrasil.